# 사보 (전한)
사보(史輔, ? ~ 기원전 69년)는 전한 후기의 제후로, 소부 사악성의 아들이다.

## 생애
본시 2년(기원전 72년), 사악성의 뒤를 이어 원씨후(爰氏侯)에 봉해졌다.
지절 원년(기원전 69년)에 죽으니 시호를 강(康)이라 하였고, 작위는 아들 사림이 이었다.

## 출전
- 반고, 《한서》 권18 외척은택후표

| 선대 아버지 원씨숙후 사악성 | 전한의 원씨후 기원전 72년 ~ 기원전 69년 | 후대 아들 원씨애후 사림 |